# Droga N710 (Holandia)
Droga prowincjonalna N710 (nid. Provinciale weg 710) – droga prowincjonalna w Holandii, w prowincji Flevoland. Łączy Swifterbant z Biddinghuizen.